# Remington Модель 580
Remington Модель 580, 581 та 582 серія гвинтівок з ковзним затвором, яку випускали з 1967 по 1999 роки. Гвинтівки були розроблені для заміни гвинтівки Модель 511. Серія 580 була недорогою гвинтівкою, яку створено за зразком Моделі 788, а також мала затвор який замикався в задній частині.